# Jan Mašín
Jan Mašín (srbochorvatsky Jovan Mašín, 13. července 1817 Cerhenice – 24. prosince 1884, Bělehrad) byl český lékař, chirurg a gynekolog dlouhodobě působící v Srbském knížectví, později přetvořeném v Srbské království. Působil jako dvorní lékař srbského knížete Michala Obrenoviće III. a později krále Milana Obrenoviće. Stal se zakladatelem v Srbsku společensky významné dynastie Mašínů.

## Životopis

### Mládí
Narodil se 13. července 1817 ve vsi Cerhenice ve středních Čechách, nedaleko Nymburka. Jeho otec Jakub byl vrchním sládkem nymburského pivovaru. Po vychození obecné školy absolvoval gymnázium v Praze, následně pak odešel studovat medicínu na Univerzitu ve Vídni, magisterské studium chirurgie pak absolvoval v Pešti, magisterské studium gynekologie potom na univerzitě v Praze. Po krátkém působení jako městský lékař v Nymburce na radu Janka Šafarika přišel v roce 1844 do Srbska.

### V Srbsku
Jeho první lékařské zaměstnání v nově založeném Srbském knížectví bylo ve Valjevu a stal se chirurgem v nemocnici Zdravstveni centar Valjevo.Když byl v dubnu a květnu 1849 do východního Srbska přenesen dobytčí mor z rumunského Valašska a objevil se ve dvou vesnicích v kraji Ključ, byla ustanovena komise pro jeho potlačení, složená ze tří tehdejších okresních fyziků: Franz Bihele (okres Užice, diplomovaný veterinář), Dr. Aćim Medović (okres Požarevac) a Dr. Jan Mašin (okres Valjevo). Odborná komise provedla klinické vyšetření postiženého skotu a po 60 pitvách mrtvol určila, že se skutečně jedná o mor skotu a že nákaza byla zavlečena z Valašska. Plným provedením předepsaných opatření bylo zabráněno dalšímu šíření infekce a v lednu 1850 byla epidemie zapuzena.
Poté, co se v roce 1850 v Caransebeși na hranici s Rakouským císařstvím vojenské opět objevil mor skotu, nařídilo ministerstvo vnitra srbského knížectví dr. Mašinovi, aby navštívil tuto část rumunského Banátu a navrhl vhodná opatření k potlačení epidemie.

### Dvorní lékař
Posléze se stal osobním lékařem srbského knížete Michala Obrenoviće III. Jako člen jeho knížecí družiny odcestoval rou 1867 do Konstantinopole, kde navštívili osmanského sultána.
V roce 1872 se stal jedním ze (3 Čechů) spoluzakladatelů Srbské lékařské společnosti, a od jejího založení byl jejím místopředsedou. Hovořil několika cizími jazyky. Rovněž byl členem Společnosti srbské literatury a později Srbské učené společnosti.

### Úmrtí
Jan Mašín zemřel 24. prosince 1884 v Bělehradě ve věku 64 let.

### Rodina
Se svojí ženou Barborou, rozenou Všetečkovou (srbsky Варавара Машин, Varvara Mašin) z Nymburka (30. dubna 1828 – 8. října 1892) měl tři syny, Svetozára, Aleksandara a Nikolu, a dvě dcery, Leposavu (Leposava) (15. listopadu 1847 – 1851) a Poleksii (Poleksija). Svetozár byl stavební inženýr, později první manžel pozdější srbské královny Dragy, Aleksandar byl vojenský důstojník, pozdější náčelník generálního štábu, ministr a vůdce spiklenců v tzv. Květnovém převratu. Nikola působil jako inženýr v Rusku.